# Sailly-Achâtel
Sailly-Achâtel é uma comuna francesa na região administrativa de Grande Leste, no departamento de Mosela. Estende-se por uma área de 8,18 km². Em 2010 a comuna tinha 297 habitantes (densidade: 36,3 hab./km²).